# Saint-Christol-lez-Alès
Saint-Christol-lez-Alès ist eine französische Gemeinde mit 7199 Einwohnern (Stand: 1. Januar 2022) im Département Gard in der Region Okzitanien. Die Gemeinde gehört zum Arrondissement Alès und ist Teil des Kantons Alès-1.

## Geographie
Saint-Christol-lez-Alès liegt am Westufer des Flusses Gardon und ist eine banlieue im Süden von Alès. Umgeben wird Saint-Christol-lès-Alès von den Nachbargemeinden Alès im Norden, Saint-Hilaire-de-Brethmas im Osten, Vézénobres im Südosten, Les Tavernes im Süden, Bagard im Südwesten sowie Saint-Jean-du-Pin im Nordwesten.

## Geschichte
Die Gemeinde hieß bis in die 1920er Jahre Alais.

### Bevölkerungsentwicklung
- 1962: 2025
- 1968: 2595
- 1975: 3304
- 1982: 3970
- 1990: 4973
- 1999: 5492
- 2006: 6390
- 2011: 6738
- 2017: 7030

## Sehenswürdigkeiten

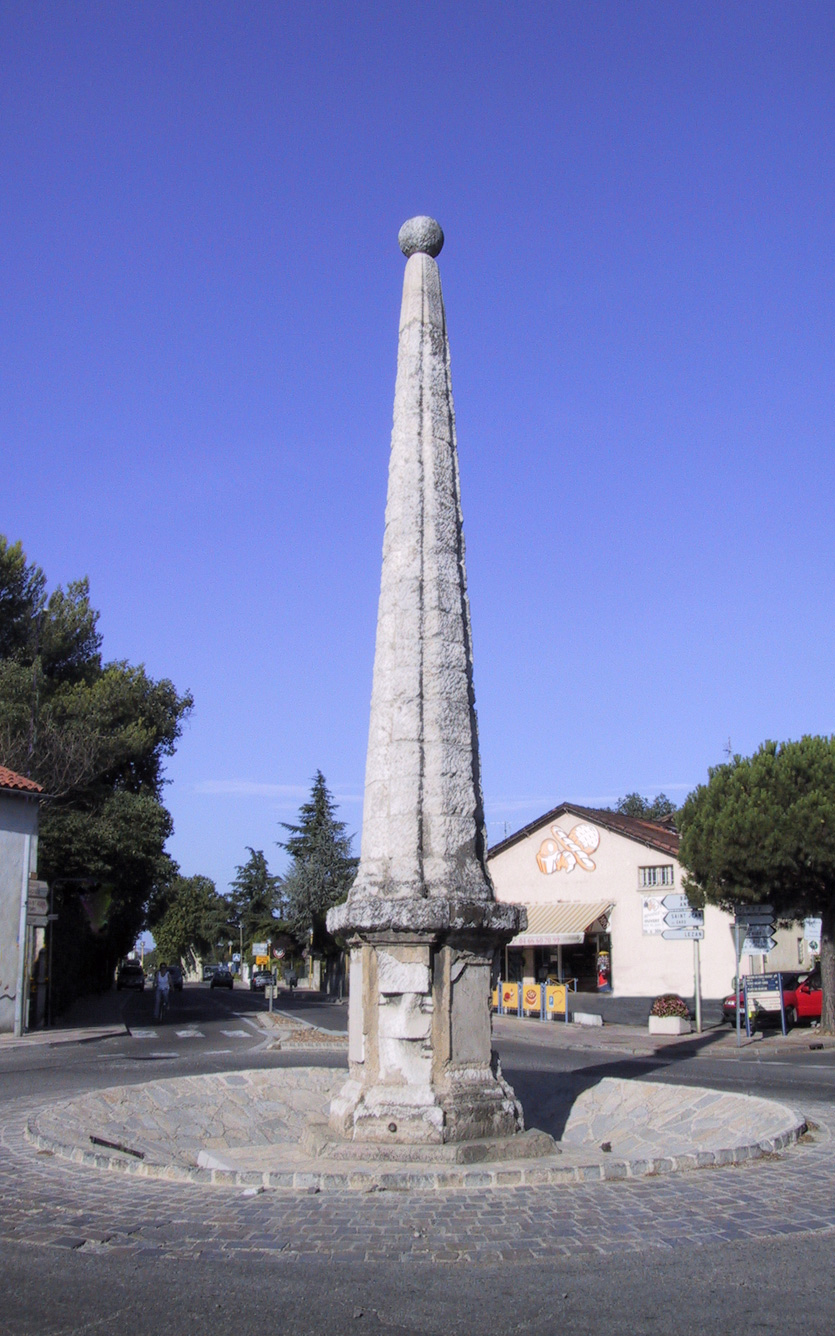
"Pyramide" in Saint-Christol-lez-Alès

- katholische Kirche, wiederaufgebaut 1842, nach der früheren Kirche aus
- protestantische Kirche aus dem Jahre 1849
- früheres Priorat (Saint-Pierre-de-Vermeil) aus dem 18. Jahrhundert
- Pyramide
- Château de Montmoirac, Burganlage aus dem 12. Jahrhundert
- Château d’Arènes, wohl im 13. Jahrhundert errichtet, im 14. Jahrhundert wiedererrichtet
- Château de Saint-Christol
- Brücke von Arènes, errichtet im 14. Jahrhundert

## Gemeindepartnerschaft
Mit der britischen Gemeinde Stilton, Cambridgeshire (England), besteht eine Partnerschaft.

## Persönlichkeiten
- Henriette Bosquier (1917–1984), Politikerin